# Ларинка (нижний приток Полы)
Ларинка (Колба) — река в России, протекает в Парфинском районе Новгородской области. Около истока называется Колба. Устье реки находится у посёлка Пола в 48 км по правому берегу реки Пола. Длина реки составляет 32 км.
В 11 км от устья в Ларинку слева впадает Чёрная.
На реке стоят деревни Полавского сельского поселения Лоринка, Преслянка, Козино, Большое Яблоново, Малое Яблоново, Малый Толокнянец, Выползово, Сельцо и посёлок Пола.
На Ларинке находится городище Сельцо, которое раскапывалось С. Н. Орловым и Е. Н. Носовым.

## Данные водного реестра
По данным государственного водного реестра России относится к Балтийскому бассейновому округу, водохозяйственный участок реки — Ловать и Пола, речной подбассейн реки — Волхов. Относится к речному бассейну реки Нева (включая бассейны рек Онежского и Ладожского озера).
Код объекта в государственном водном реестре — 01040200312102000022561.